# Lizenziat
Ein Lizenziat (auch Lizentiat; von lateinischen licentiatus abgeleitet, abgekürzt lic.) ist der Inhaber einer akademischen Licentia docendi (Erlaubnis zu lehren). Es ist zudem ein akademischer Grad, der ursprünglich im Anschluss an das Bakkalaureat und dann teils als Vorbedingung für den Magister oder das Doktorat oder auch als gleichrangiges Äquivalent erworben wurde. In der Stellung des Lizentiats zu anderen akademischen Graden sind auch die Epoche, das Land, die Universität und die Fakultät zu berücksichtigen.

## Zum Wortgebrauch
„Der Lizentiat“ bzw. „die Lizentiatin“ bezeichnet den Inhaber des Grades, „das Lizentiat“ den Grad selbst. „Die Lizentiatur“ bezeichnet im engeren Sinn den Erwerb bzw. die Verleihung des Grades, wird aber auch synonym zu Lizentiat für den Grad selbst verwendet, analog zur Promotion.

## Deutschland
Im Mittelalter war der Lizenziat ein Bakkalaureus mit Lehrbefugnis. Heute wird der Titel als Abschluss eines Postgraduiertenstudiums (ähnlich dem Doktorgrad einer Promotion) verliehen. Wie der Doktorgrad wird auch die Abkürzung „Lic.“ (wahlweise mit oder ohne Fakultätsbezeichnung) vor dem Namen geführt. Eine Eintragung in den Führerschein, Reisepass oder Personalausweis ist allerdings nicht möglich.

### Evangelische Theologie
Bis 1944/45 verliehen die meisten evangelisch-theologischen Fakultäten in Deutschland den Grad im Rahmen eines Promotionsverfahrens.

### Katholische Theologie
Das Lizenziat (oder das Doktorat) ist im kirchlichen Hochschulrecht die akademische Voraussetzung, an kirchlichen Hochschulen zu lehren. Es kann (in der Regel aufbauend auf einem Staatsexamens- oder Diplom- bzw. Masterabschluss) an Universitäten und kirchlichen Hochschulen mit Fakultätsrang angestrebt werden. In der katholischen Kirche ist eine theologische, biblische oder kirchenrechtliche Promotion zum Lizenziaten oder Doktor (etwa lic. theol., Dr. theol.) Voraussetzung einer Ernennung zum Generalvikar, Weihbischof oder Bischof; davon kann abgesehen werden bei großer Erfahrung auf diesen Fachgebieten (vgl. Can. 378 u. 478 des Codex Iuris Canonici [CIC] von 1983). Ein Offizial (Gerichtsvikar), Diözesanrichter, Kirchenanwalt oder Ehebandverteidiger muss zum Lizenziaten oder Doktor im Kirchenrecht (lic. jur. can., Dr. jur. can., J.C.L.) promoviert sein (vgl. Can. 1420f u. 1435 CIC). Römische kirchliche Hochschulen vergeben das Lizenziat teils mit Fachbezeichnung, beispielsweise in Bibelwissenschaften (lic. bibl.).

### Publizistik
Die Freie Universität Berlin verlieh den akademischen Grad Lic. rer. publ. (Licentiatus rerum publicarum) an Journalisten und Publizisten nach erfolgreichem Abschluss eines sechs- bis achtsemestrigen Aufbaustudiums mit fachwissenschaftlicher Vertiefung in Rechtswissenschaften sowie Wirtschafts-, Geschichts-, Politik- und Kommunikationswissenschaften. Neben studienbegleitenden Leistungskontrollen war zur Erlangung des Lizentiats eine umfangreiche wissenschaftliche Abschlussarbeit anzufertigen und in einer mündlichen Prüfung zu verteidigen. Pro Studienjahr wurden maximal 40 Bewerber nach strengen Auswahlkriterien für diesen Studiengang am Institut für Publizistik und Kommunikationswissenschaften zugelassen. Letztmaliger Studienbeginn war 2002; der Studiengang kann heute an der FU nicht mehr belegt werden.

### Rechtswissenschaften
Bis in die 1990er Jahre wurde von der Universität des Saarlandes ein Abschluss als Lizentiat des Rechts (lic. iur.) angeboten. Das Lizentiat entsprach einem Magister- oder Diplomabschluss nach einem fünf- bis siebenjährigen Studium und berechtigte zur Promotion. Diese Berechtigung wurde allerdings von einigen Fakultäten außerhalb des Saarlandes, so von der rechtswissenschaftlichen Fakultät der Rheinischen-Friedrich-Wilhelms-Universität Bonn im Jahr 1988, verneint. Aus politischen Gründen wurde der Abschluss nach der Wiedervereinigung und der damit verbundenen Integration der Diplomjuristen der DDR abgeschafft, hauptsächlich weil das Staatsexamen als der für einen Juristen relevante Abschluss angesehen wurde. Das Lizentiat entsprach im Wesentlichen dem ersten juristischen Staatsexamen, ging in seinen Voraussetzungen für die Zulassung zur Prüfung und in den Prüfungsbestandteilen jedoch darüber hinaus, wenngleich es nicht zur Aufnahme in den juristischen Vorbereitungsdienst berechtigte. Die Prüfung bestand aus einer wissenschaftlichen (achtwöchigen) Arbeit, vier Klausuren aus den Bereichen 1. Bürgerliches Recht, 2. Öffentliches Recht, 3. Strafrecht 4. Handelsrecht und einer mehrstündigen mündlichen Prüfung. Der Prüfungsausschuss setzte sich zusammen aus Professoren/Dozenten der Fakultät, die zugleich Prüfer des Justizprüfungsamtes waren. Zudem erlaubte das Lizentiat im Prüfungsbereich wissenschaftliche Arbeit und mündliche Prüfung eine zusätzliche Spezialisierung in vom Staatsexamen nicht abgedeckten Rechtsgebieten, zum Beispiel im Kirchenrecht usw. (Ordnung für die Verleihung des Hochschulgrades eines Lizentiaten des Rechts vom 11. Februar 1981, zuletzt geändert mit Wirkung vom 9. Juni 1993).

## Schweiz
In der Schweiz bildete das Lizenziat neben dem Diplom bis zur Umsetzung des Bologna-Prozesses den Abschluss eines Hochschulstudiums. Je nach Fachrichtung (und teilweise auch nach Universität) wurden verschiedene Lizenziatsgrade unterschieden: lic. iur., lic. nat., lic. oec., lic. phil., lic. phil. hist., lic. phil. nat., lic. phil. hum., lic. theol., lic. rer. pol., lic. rer. publ., lic. rer. soc. usw. Das Lizenziat ist mit dem in der Schweiz neu eingeführten Master-Titel äquivalent. Es war – zusammen mit einer von der jeweiligen Universität definierten Lizenziatsnote (Durchschnitt) – die Voraussetzung zum Beginn eines Promotionsstudiums.

## Spanien und Portugal
Im spanischsprachigen Raum war die Licenciatura der Standard-graduate-Abschluss beispielsweise in den Sozialwissenschaften, der unter anderem dem Master oder dem deutschen Diplom gleichgestellt ist.
Licenciatura oder Licenciatura Superior (die Abkürzung für den Namenszusatz lautet Lic. oder Ldo. / Lda. (für licenciado / -da)) bezeichnet in Spanien und Portugal einen ehemaligen staatlichen Hochschulabschluss (Título oficial), der zur Promotion berechtigt. Er entspricht in etwa dem deutschen Diplom. Das Studium war wissenschaftlich orientiert, die Regelstudiendauer beträgt zwischen vier und sechs Jahren, die in zwei Stufen (primer(o) ciclo und segundo ciclo) geteilt sind. Manche Licenciatura-Studiengänge (z. B. Pädagogik, Anthropologie) konnten nur im segundo ciclo (ein 2- bis 3-jähriges Hauptstudium) studiert werden, dabei muss vorerst eine Diplomatura oder das primer ciclo eines Licenciatura-Studiengangs erworben werden.
Dieser Abschluss lief im Rahmen des Bologna-Prozesses aus. Eine bereits verliehene spanische Licenciatura wird in der Regel als Master anerkannt.
In den meisten Ländern Lateinamerikas bezeichnet die Licenciatura einen ersten Studienabschluss, der zwar mit dem deutschen Diplom vergleichbar ist und zur Promotion berechtigt, in der Regel aber erst durch eine Maestría bzw. einen Master ergänzt wird. In Brasilien wurde früher die Licenciatura in „Licenciatura Curta“ (nach 3 Studienjahren) und „Licenciatura Plena“ (4 Studienjahre, staatlicher Hochschulabschluss) geteilt; die „Plena“ berechtigte die Lehrer zum Unterricht in der Oberstufe. Diese Praxis und eine uneinheitliche Titelvergabe (nach 4 oder 5 Jahren) machen einen Vergleich mit dem deutschen Bildungssystem schwierig.

## Andere Länder
Während die französische licence, das polnische licencjat oder die portugiesische licenciatura auf Bachelorebene angesiedelte akademische Grade sind, ist es in Belgien ein dem Master gleichwertiger Abschluss, der nach 4 oder 5 Jahren universitären Studiums verliehen wird.
In Finnland und Schweden ist das Lizenziat (finnisch: lisensiaatti; schwedisch: licentiatexamen) ein forschungsorientierter Abschluss zwischen Master und Doktorgrad. Dieser Grad wird als Teil der sogenannten Forscherausbildung nach rund der Hälfte eines Promotionsstudienganges in diesen beiden Ländern verliehen.
In einigen englischsprachigen Ländern wird ein Lizentiat auch von wissenschaftlichen Gesellschaften auf der Basis von Studien in ihrem Fachgebiet verliehen, ohne dass dies ein akademischer Grad im engeren Sinne ist. Beispiele sind das Lizentiat des Royal College of Physicians in London und in Edinburgh (LRCP bzw. LRCPE, bis 1999) und das Lizentiat der Royal Heraldry Society of Canada (LRHSC).